# Weekly Shōnen Sunday
Weekly Shōnen Sunday (週刊少年サンデー?, Shūkan Shōnen Sandē) è una rivista settimanale di manga shōnen pubblicata dalla Shogakukan a partire dal 17 marzo 1959 e pubblicata ogni mercoledì. È una delle riviste a target shōnen più importanti e famose insieme alle rivali Weekly Shōnen Jump e Weekly Shōnen Magazine.

## Storia
Shonen Sunday è stato pubblicato per la prima volta il 17 marzo 1959, il giorno stesso del suo rivale Shonen Magazine. Nonostante il suo nome, Shonen Sunday è pubblicata il mercoledì di ogni settimana. Il "Sunday" nel nome fu la creazione del suo primo editor, Kiichi Toyoda, che ha voluto dare un titolo evocativo che ricordasse un rilassante week-end. La rivista ha sempre potuto vantare di autori di ottimo livello quali Shōtarō Ishinomori, Fujio Akatsuka ed Osamu Tezuka che hanno fatto raggiungere negli anni 80 il periodo d'oro della rivista con 2 milioni di copie vendute ogni settimana. Prima del 1990 e fino al 2000 i manga serializzati su Shonen Sunday difficilmente arrivavano ai 40 volumi, tutto questo nel nuovo millennio è cominciato a cambiare con serie come Detective Conan, MAJOR, Inuyasha e Karakuri Circus, che hanno mantenuto un elevato livello di popolarità. A settembre 2013 la tiratura della rivista è di circa 530 000 copie a settimana.
Nel 2009, per festeggiare i 50 anni della rivista, in collaborazione alla rivista rivale Shōnen Magazine, nata lo stesso giorno, è stata pubblicata un'edizione speciale delle due riviste insieme a merchandising di varia natura ed un videogioco con i personaggi più famosi delle due case editrici. Nello stesso anno stringe un accordo di partnership con Viz Media che pubblicherà online la rivista in inglese contemporaneamente all'uscita nipponica. Nel 2010 la Shogakukan ha distribuito una applicazione per iPhone e iPod touch chiamata Shonen Sunday, tramite la quale la casa editrice offre numerosi manga provenienti dalla rivista. Nella line-up iniziale sono presenti Lamù, Ushio e Tora e Detective Conan al prezzo di 450 Yen per volume. Per festeggiare i 55 anni della rivista nel 2014, Shogakukan ha annunciato che diversi autori che hanno pubblicato serie sulla rivista pubblicheranno nuove serie tra Shōnen Sunday, Ura Sunday, Shōnen Sunday Super e Club Sunday. La prima serie pubblicata è stata Kiriwo Terrible di Hiro Morita nel #14, seguito da Nani mo Nai Kedo Sora wa Aoi di Hiroyuki Nishimori e Yuuki Iinuma nel #16. In seguito al continuo calo delle vendite che ha portato la rivista a stampare solo 400 000 copie a settimana, il nuovo caporedattore Takenori Ichihara ha annunciato che la rivista andrà incontro a una rivoluzione durante l'autunno 2015, durante il quale verranno cancellate molte serie e dando a più giovani autori la possibilità di venire pubblicati, non rinunciando però alla presenza di alcuni veterani.
Di Shonen Sunday è distintivo il "dito puntato" che appare nell'angolo inferiore di ogni pagina sul lato sinistro della rivista, ha fatto il suo debutto nel #04-05 del 1969. Questa caratteristica, sempre presente, ma facilmente trascurata, è stata citata come un elemento di 20th Century Boys.

## Serie in corso suShōnen Sunday
La rivista ha avuto numerose serie di successo quali Dororo, Lamù, Touch, Rough, Ranma ½, Ushio e Tora, Detective Conan, MAJOR, Inuyasha, Zatch Bell! e Magi: The Labyrinth of Magic.
| Titolo                                                              | Autore                        | Prima uscita  |
| ------------------------------------------------------------------- | ----------------------------- | ------------- |
| Kaito Kid (まじっく快斗?)                                           | Gōshō Aoyama                  | giugno 1987   |
| Detective Conan (名探偵コナン?)                                     | Gōshō Aoyama                  | gennaio 1994  |
| MAJOR 2nd (MAJOR 2ND?)                                              | Takuya Mitsuda                | marzo 2015    |
| Aozakura: Bouei Daigakukou Monogatari (あおざくら 防衛大学校物語?)  | Hikaru Nikaidou               | aprile 2016   |
| Maōjō de oyasumi (魔王城でおやすみ?)                                | Kagiji Kumanomata             | maggio 2016   |
| Maiko-san Chi no Makanai-san (舞妓さんちのまかないさん?)            | Aiko Koyama                   | dicembre 2016 |
| Tokachi hitori botchi nōen (十勝ひとりぼっち農園?)                  | Yokoyama Yūji                 | novembre 2017 |
| Così carina (トニカクカワイイ?)                                     | Kenjirō Hata                  | febbraio 2018 |
| Detective Conan: Zero's Tea Time (名探偵コナン ゼロの日常?)         | Takahiro Arai                 | maggio 2018   |
| MAO (マオ?)                                                         | Rumiko Takahashi              | maggio 2019   |
| Frieren - Oltre la fine del viaggio (葬送のフリーレン?)             | Tsukasa Abe                   | febbraio 2020 |
| Ryū to Ichigo (龍と苺?)                                             | Mitsuharu Yanamoto            | maggio 2020   |
| Shibuya near family (シブヤニアファミリー?)                         | Kōji Kumeta                   | ottobre 2021  |
| Mikadono Sanshimai wa Angai, Choroi. (帝乃三姉妹は案外、チョロい。) | Aya Hirakawa                  | dicembre 2021 |
| Red Blue                                                            | Atsushi Namikiri              | gennaio 2022  |
| Tatari (タタリ)                                                     | Watari                        | aprile 2023   |
| Te no Geka (テノゲカ)                                               | Shihi Shii, Takahiro Arai     | maggio 2023   |
| Ogami Tsumiki to Kinichijou. (尾守つみきと奇日常.)                  | Miyu Morishita                | ottobre 2023  |
| Mizu Polo (みずぽろ)                                                | Miho Isshiki, Naoki Mizuguchi | novembre 2023 |